# مملكة بلغاريا
كانت قيصرية بلغاريا (بالبلغارية: Царство България)، ويُشار إليها أيضًا بالقيصرية البلغارية الثالثة، وتُترجم بالإنجليزية أحيانًا إلى مملكة بلغاريا، ملكية دستورية في جنوب شرق أوروبا، تأسست في 5 أكتوبر (22 سبتمبر حسب التقويم اليولياني) 1908، عندما رُفع المقام البلغاري من إمارة إلى قيصرية.
تُوج فرديناند، مؤسس العائلة المالكة، قيصرًا في إعلان الاستقلال، ويرجع ذلك أساسًا إلى خططه العسكرية وسعيه إلى خيارات توحد جميع الأراضي ذات الغالبية الاثنية البلغارية في منطقة البلقان (الأراضي التي أُخذت من بلغاريا ومُنحت للإمبراطورية العثمانية في معاهدة برلين).
كانت الدولة في حالة حرب دائمة تقريبًا طوال فترة وجودها، مما جعلها تُعرف باسم «بروسيا البلقان». حشدت بلغاريا على مدار عدة سنوات جيشًا قوامه أكثر من مليون شخص من عدد سكانها البالغ نحو 5 ملايين، وفي العقد الأول من القرن العشرين، انخرطت في ثلاثة حروب – حربي البلقان الأولى والثانية، والحرب العالمية الأولى. في أعقاب الحرب العالمية الأولى، حُل الجيش البلغاري وحُظر وجوده من قِبل دول الحلفاء، وفشلت جميع خطط التوحيد الوطني للأراضي البلغارية.
بعد أقل من عقدين من الزمان، دخلت بلغاريا الحرب مرة أخرى من أجل التوحيد الوطني، وذلك في إطار الحرب العالمية الثانية، ووجدت نفسها مرة أخرى على الجانب الخاسر، حتى بدلت صفها إلى جانب الحلفاء في عام 1944. في عام 1946، أُلغي النظام الملكي وأُرسل قيصرها الأخير إلى المنفى واستُبدل بالمملكة جمهورية بلغاريا الشعبية.

## تاريخ

### التشكيل
على الرغم من إنشاء إمارة بلغاريا (الخاضعة للسيادة العثمانية) في عام 1878، والسيطرة البلغارية اللاحقة على روميليا الشرقية بعد عام 1885، إلا أن عددًا كبيرًا من السكان البلغاريين في البلقان كانوا يرزحون حينها تحت الحكم العثماني، وخاصة في مقدونيا. مما زاد الأمور تعقيدًا، مطالبة صربيا واليونان أيضًا بأجزاء من مقدونيا، إذ اعتبرت صربيا، بكونها أمة سلافية، السلاف المقدونيين ينتمون إلى الأمة الصربية. وهكذا بدأ صراعٌ ثلاثي الأطراف للسيطرة على هذه المناطق واستمر حتى الحرب العالمية الأولى. في عام 1903، ثار تمرد بلغاري في مقدونيا العثمانية وبدت الحرب وشيكة.
في عام 1908، استغل فرديناند الصراعات الدائرة بين القوى العظمى لإعلان بلغاريا مملكة مستقلة وتنصيب نفسه قيصرًا. كان ذلك في 5 أكتوبر (غالبًا ما يُذكر تاريخ الإعلان في 22سبتمبر، إذ ظلت بلغاريا على التقويم اليولياني رسميًا حتى عام 1916) في كنيسة قداسة الأربعين شهيدًا في فيليكو ترنوفو. حتى قبل ذلك، لم تعترف بلغاريا بسيادة السلطان إلا بصورة شكلية. منذ عام 1878، كان لبلغاريا دستورها وعلمها ونشيدها الوطني الخاصين، وأدارت سياسة خارجية منفصلة.
اتخذ فرديناند لقب «القيصر» تكريمًا لحكام الإمبراطورية البلغارية الأولى والثانية. لكن، وإن اعتُبر «القياصرة» البلغاريون السابقون أباطرة، فقد أُطلق على فرديناند وخلفائه لقب «الملك» خارج بلغاريا. جرى الاحتفاظ بدستور ترنوفو، باستبدال كلمة «القيصر» بكلمة «الأمير».

### حروب البلقان
في عام 1911، شرع رئيس الوزراء الوطني إيفان غيشوف في تشكيل تحالف مع اليونان وصربيا، واتفق الحلفاء الثلاثة على تنحية خصوماتهم من أجل التخطيط لهجوم مشترك على العثمانيين.
في فبراير 1912 وُقعت معاهدة سرية بين بلغاريا وصربيا، وفي مايو 1912 وُقعت معاهدة مماثلة مع اليونان. انضم الجبل الأسود أيضًا إلى الاتفاقية. نصت المعاهدات على تقسيم مقدونيا وتراقيا بين الحلفاء، لكن خطوط التقسيم تُركت مبهمة على نحو ينذر بالخطر. بعد أن رفض العثمانيون تنفيذ الإصلاحات في المناطق المتنازع عليها، اندلعت حرب البلقان الأولى في أكتوبر 1912.
حقق الحلفاء نجاحًا باهرًا. أوقع الجيش البلغاري عدة هزائم ساحقة بالقوات العثمانية وتقدم مهددًا القسطنطينية، في حين سيطر الصربيون واليونانيون على مقدونيا. دعا العثمانيون إلى السلام في ديسمبر. تدهورت المفاوضات واستؤنف القتال في فبراير 1913. خسر العثمانيون أدريانوبل أمام الحملة العسكرية البلغارية. أعقب ذلك هدنة ثانية في مارس، بخسارة العثمانيين لجميع ممتلكاتهم الأوروبية غرب خط اينوس – ميديا، بالقرب من إسطنبول. استحوذت بلغاريا على معظم تراقيا، بما في ذلك أدريانوبل وميناء دده أغاج (ألكساندروبولي الحالية) على بحر إيجة. اكتسبت بلغاريا أيضًا جزءًا من مقدونيا وشمال وشرق سالونيك، وبعض المساحات الصغيرة على طول حدودها الغربية.
تكبدت بلغاريا مقارنة بحلفائها أكبر عدد من الضحايا، وعلى هذا الأساس رأت أنها تستحق النصيب الأكبر من المكاسب. لم ير الصرب، بالذات، الأمور من هذه الناحية ورفضوا إخلاء أي من الأراضي التي استولوا عليها في شمال مقدونيا (وهي الأراضي المقابلة تقريبًا لجمهورية مقدونيا الشمالية الحالية)، مشيرين إلى أن الجيش البلغاري قد فشل في تحقيق أهدافه المنصوصة قبل الحرب في أدريانوبل (أي الفشل في الاستيلاء عليها دون مساعدة صربية) وأنه لا بد من تعديل اتفاقيات ما قبل الحرب بشأن تقسيم مقدونيا. مالت بعض الأوساط في بلغاريا إلى خوض حرب مع صربيا واليونان بشأن هذه القضية. في يونيو 1913 شكلت صربيا واليونان تحالفًا جديدًا، ضد بلغاريا. أخبر رئيس الوزراء الصربي نيكولا باشتش، اليونان بإمكانية حصولها على تراقيا إذا ساعدت اليونان صربيا على إبعاد بلغاريا عن الجزء الصربي من مقدونيا، ووافق رئيس الوزراء اليوناني إلفثيريوس فينيزيلوس على هذا المقترح. لاعتبار ذلك انتهاك لاتفاقيات ما قبل الحرب، وأن ألمانيا والنمسا-المجر حثت عليه سرًا، أعلن القيصر فرديناند الحرب على صربيا واليونان ونفذ الجيش البلغاري هجومه في 29 يونيو. كانت القوات الصربية واليونانية بدايةً في حالة تراجع على الحدود الغربية، لكنهم سرعان ما امتلكوا الأفضلية وأجبروا بلغاريا على التراجع. كان القتال شرسًا للغاية، إذ سقط العديد من الضحايا، خاصة خلال معركة بريغالنيكا المحورية. سرعان ما دخلت رومانيا الحرب وهاجمت بلغاريا من الشمال. هاجمت الإمبراطورية العثمانية أيضًا من الجنوب الشرقي. باتت الحرب بحلول ذلك الوقت خاسرة قطعًا بالنسبة لبلغاريا، التي اضطرت إلى التخلي عن معظم مطالباتها بمقدونيا إلى صربيا واليونان، في حين استرجع العثمانيون أدريانوبل. استولت رومانيا على دبروجة الجنوبية.

### الحرب العالمية الأولى
في أعقاب حروب البلقان، انقلبت الحيثيات البلغارية ضد روسيا والقوى الغربية، إذ شعر البلغاريون أن تلك القوى لم تفعل شيئًا لمساعدتهم. اكتفت بلغاريا ورومانيا واليونان بتنحيهم جانبًا ومراقبة حظوظ الحرب قبل اتخاذ قرار بشأن إعلان توجههم. نسقت حكومة فاسيل رادوسلافوف تحالفًا بين بلغاريا وألمانيا والنمسا-المجر، ولو عنى ذلك أيضًا أن تصبح حليفة للعثمانيين، العدو التقليدي لبلغاريا. لكن بلغاريا بحلول ذلك الوقت لم يكن لديها أي ادعاءات تجاه العثمانيين، في حين أن صربيا واليونان ورومانيا (حلفاء المملكة المتحدة وفرنسا) امتلكوا أراضٍ اعتبرها البلغاريون تابعة لهم. لم تشترك بلغاريا، التي كانت تستعيد قواها بعد حروب البلقان، بالحرب العالمية الأولى في عامها الأول، ولكن عندما تعهدت ألمانيا باستعادة الحدود في معاهدة سان ستيفانو، أعلنت بلغاريا، التي تمتلك أكبر جيش في منطقة البلقان، الحرب على صربيا في أكتوبر 1915. أعلنت بعدها المملكة المتحدة وفرنسا وإيطاليا وروسيا الحرب على بلغاريا.
حققت بلغاريا، بالتحالف مع ألمانيا والنمسا-المجر والعثمانيين، انتصارات عسكرية على صربيا ورومانيا، واستولت على جزء كبير من مقدونيا (استولت على إسكوبية في أكتوبر)، وتقدمت إلى مقدونيا اليونانية، وأخذت دبروجة من الرومانيين في سبتمبر 1916. ومع ذلك، سرعان ما فقدت الحرب شعبيتها لدى غالبية الشعب البلغاري، الذي عانى من صعوبات اقتصادية كبيرة ولم تعجبه أيضًا محاربة أشقائه المسيحيين الأرثوذكس في إطار التحالف مع العثمانيين المسلمين. سُجن زعيم حزب الإصلاح الزراعي، ألكسندر ستامبوليسكي، بسبب معارضته للحرب. كان لثورة شباط 1917 الروسية تأثير كبير في بلغاريا، إذ نشرت المشاعر المناهضة للحرب والمناهضة للملكية بين القوات وفي المدن. في يونيو استقالت حكومة رادوسلافوف. ثارت عمليات تمرد في الجيش وأُطلق سراح ستامبوليسكي وأُعلنت الجمهورية.
في سبتمبر 1918، اخترق الفرنسيون والصربيون والبريطانيون والإيطاليون واليونانيون الجبهة المقدونية واضطر القيصر فرديناند إلى التماس السلام. فضل ستامبوليسكي الإصلاحات الديمقراطية على الثورة. من أجل صد الثوار، أقنعَ فرديناند بالتنازل عن العرش لصالح ابنه بوريس الثالث. قُمع الثوار وحُل الجيش. بموجب معاهدة نويي (نوفمبر 1919)، فقدت بلغاريا ساحلها على بحر إيجة إلى اليونان وجزءًا من أراضيها المقدونية إلى مملكة يوغوسلافيا الجديدة، واضطرت إلى إعادة دبروجة إلى مملكة رومانيا. أعطت الانتخابات في مارس 1920 غالبية كبيرة لمناصري حزب الإصلاح الزراعي، وشكل ستامبوليسكي أول حكومة ديمقراطية حقيقية في بلغاريا.